# TT Hellenic Postbank
TT Hellenic Postbank war eine griechische Bank und Postsparkasse der ELTA. TT sind die Anfangsbuchstaben der früheren Bezeichnung Ταχυδρομικό Ταμιευτήριο (Post-Sparkasse); die frühere englische Bezeichnung war Greek Postal Savings Bank. Das Unternehmen profitierte wesentlich von dem im Vergleich zu den Geschäftsbanken besser ausgebauten Filialnetz der Post.

## Geschichte
Durch das Gesetz 265 von 1900 von Prinz Georg von Griechenland wurde die Sparkasse am 10. Dezember 1900 auf Kreta gegründet. Seit 1902 werden Sparbücher herausgegeben. 1914 zog die Hauptverwaltung nach Athen. Die Postbank finanzierte in den 1920er Jahren während der Weltwirtschaftskrise zahlreiche Infrastrukturprojekte des griechischen Staates.
Seit 2002 wurde die Gesellschaft privatwirtschaftlich betrieben und war eine Aktiengesellschaft, seit 2005 war sie formell auch eine Geschäftsbank und seit 2006 an der Athener Börse gelistet. Die Bank wurde 2013 von der Eurobank Ergasias übernommen, welche den Markennamen noch übergangsweise verwendete.